# Frieder Wagner
Frieder Wagner (* 1942 in Bensen, Reichsgau Sudetenland) ist ein deutscher Dokumentarfilmer und Autor.

## Leben
Frieder Wagner wurde in Nordböhmen geboren und wuchs bis zum Abitur in Hof (Saale) auf. Von 1966 bis 1969 war er Kameraassistent bei Lucas Maria Böhmer, Gérard Vandenberg und Jan de Bont und machte sich 1970 selbständig als freier Licht setzender Kameramann bei Werbung und Spiel.
Seit 1982 stellt Wagner eigene Filme und Dokumentationen in Personalunion als Autor, Kameramann und Regisseur her. In Zusammenarbeit mit Elvira Ochoa gründete er die Ochoa-Wagner Filmproduktion. Seit 1986 arbeitete er auch mit dem ZDF zusammen und entwickelte unter anderem die 18-teilige Kulturreihe Wie Denken die Welt bestimmt. Ab 1992 drehte er größere, auch investigative Dokumentationen für ARD, ZDF und WDR, wie Die Schattenseiten der Macht - Machiavelli und die Moral in der Politik, Der Fall Elisabeth Käsemann – dass Du schweigst unter der Folter, Gesucht wird … ein verschwundenes Millionenerbe, Der General und die Opfer – Deutsche klagen gegen Pinochet und mit ARTE Verschwörung des Schweigens und viele weitere.
Wagner veröffentlichte u. a. im Kai Homilius Verlag und beim Promedia Verlag.
Wagner ist verheiratet, hat zwei Kinder und lebt in Köln.

## Auszeichnungen
Als verantwortlicher Kameramann für viele Dokumentationen erhielt die von Wagner fotografierte Dokumentation Ausländer raus? den Adolf-Grimme-Preis 1983 in Gold. Bereits vorher hatte er für eine Langzeitdokumentation den Grimme-Preis in Silber erhalten. Wagner ist auch Träger des Europäischen Fernsehpreises für Regie und Produktion. Seine Kameraführung für die WDR-Reihe Geschichten von der Ruhr erhielt den Journalistenpreis NRW.

## Filmografie (Auswahl)
- 1969: Der Spatz vom Wallrafplatz (Kamera)
- 1980: Steck lieber mal was ein (Kamera mit Karsten Müller)
- 1981: Vringsveedeler Triptychon (Kamera)
- 1989: El Vindicator! Kurt Gustav Wilkens (Kamera + Regie) mit Osvaldo Bayer (Drehbuch)
- 1991: Elisabeth - dass du 2 Tage schweigst unter der Folter (Kamera + Regie) mit Osvaldo Bayer (Drehbuch)
- 2003: Todesursache Schweigen (Kamera + Regie mit Elvira Ochoa)
- 2004: Der Arzt und die verstrahlten Kinder von Basra (Kamera + Regie)
- 2007: Deadly Dust – Todesstaub (Kamera + Regie)
- 2009: Kriegsversprechen (Mitarbeit)

## Veröffentlichungen
- Todesstaub - made in USA: Uranmunition verseucht die Welt. ProMedia Verlag, Wien 2019
- Uncle Sams schmutzige A-Bombe, Compact Nr. 12/2012
- (als Herausgeber zusammen mit Jürgen Elsässer): Uranbomben: Die verheimlichte Massenvernichtungswaffe. Kai Homilius Verlag: Berlin 2010, darin von Wagner die Beiträge Eine Art Vorwort, Zyniker der Macht und Hommage für Prof. Günther
- Die Leichen im Keller des Auswärtigen Amtes und Das unglaubliche Versagen der Deutschen Botschaft und des Auswärtigen Amtes in Argentinien während der Militärdiktatur von 1976-83 in Dass Du zwei Tage schweigst unter der Folter! Die Diktatur in Argentinien und die Leichen im Keller des Auswärtigen Amtes., (Bibliothek des Widerstands) herausgegeben von Willi Baer und Karl-Heinz Dellwo,  Laika Verlag, Hamburg 2010, ISBN 978-3-942281-77-5, S. 49–84